# Hockey Club Milano Bears
L'Hockey Club Milano Bears è una squadra di hockey su ghiaccio di Milano. È stata fondata nel 2008 come Hockey Milano Rossoblu, dopo che l'HCJ Milano Vipers, squadra di Serie A cinque volte campione d'Italia, venne sciolta il 12 giugno 2008. Al termine della stagione 2018-2019 è ripartita dalla terza serie, come Hockey Club Milano Bears, società formalmente separata, ma in realtà diretta emanazione della squadra che nella stagione precedente aveva disputato la Alps Hockey League. I Rossoblu avevano formalmente ceduto i diritti in AHL ai Bears, che tuttavia si sono autoretrocessi in terza serie. Dopo la stagione 2021-22 è stata ritirata la prima squadra e la società è oggi attiva solo col settore giovanile.

## Storia
Contestualmente alla scomparsa dei Milano Vipers veniva annunciata, per iniziativa di Ico Migliore, ex direttore generale e responsabile tecnico, e Tiziano Terragni, ex responsabile organizzativo, la nascita di una nuova società, l'Hockey Milano Rossoblu. Una petizione ed una raccolta fondi lanciate da un sito internet di tifosi milanesi, convinsero la neonata società ad allestire una squadra, che - mentre nelle intenzioni iniziali avrebbe dovuto prender parte alla serie C Under 26 2008-09 - fosse in grado di iscriversi alla serie A2.
La conferma dell'iscrizione alla seconda serie arrivò poi l'ultimo giorno utile, il 31 luglio 2008. Nella prima stagione in A2, la panchina fu affidata ad Adolf Insam, già allenatore dell'HCJ Milano Vipers, che lasciò il posto dopo una stagione a Murajca Pajic, già suo vice, per divenire coordinatore tecnico.
Il 28 aprile 2010, la società comunica di aver trovato l'accordo con Massimo Da Rin affidandogli la guida tecnica dell'Hockey Milano Rossoblu per il Campionato Italiano di Serie A2 edizione 2010/11. Una scelta dettata dalla convinzione che il quarantanovenne allenatore di Cortina abbia tutte quelle caratteristiche necessarie per sposare e condurre il progetto tecnico dell'Hockey Milano Rossoblu: esperienza, entusiasmo, mentalità vincente e ottima gestione dello spogliatoio in special modo per quel che riguarda la crescita degli elementi più giovani. Il primo importante traguardo della compagine meneghina arriva il 6 aprile 2012, quando la squadra vince in trasferta gara 6 della finale contro l'HC Gardena diventando così Campione di Serie A2 2011/12; la vittoria conquistata ha inoltre permesso di ottenere un posto in serie A per la stagione successiva.
Con grande sorpresa degli addetti ai lavori la società stringe poi un accordo di collaborazione con la KHL, per la partecipazione dalla stagione sportiva 2013/14 alla Kontinental Hockey League, il secondo campionato di hockey a livello mondiale.. Tuttavia, per vari problemi, soprattutto di natura economica ma anche di impiantistica, l'accordo salterà. Ma durante la stagione in corso, la squadra ha la grande occasione di confrontarsi in una partita amichevole giocata a Leukerbad con l'Avtomobilist Ekaterinburg, una delle formazioni più importanti del massimo campionato di hockey russo. La squadra termina la sua corsa allo scudetto dopo l'eliminazione ai quarti di finale dei playoff da parte del Vipiteno.
La stagione 2014/15, dopo vari cambiamenti del panorama hockeistico italiano, inizia con una considerevole modifica dello staff tecnico della società. Viene sostituito infatti l'allenatore in carica Adolf Insam, con il nuovo head coach della squadra Pat Curcio in arrivo in Italia dopo la sua esperienza di allenatore e general manager dei San Francisco Bulls in ECHL. Inoltre la società stringe un accordo di partnership e farm team con la formazione chiavennasca HC Chiavenna che milita nella Serie B italiana. Il grande lavoro compiuto da coach Curcio sulla squadra durante la prima parte di campionato ha portato con sé una nuova mentalità e approccio nel gioco, ciò ha permesso il raggiungimento di un importante obiettivo ovvero la Final Four di Coppa Italia 2014-2015 che si svolgerà, dopo 9 stagioni di assenza (ultima edizione nel 2005/06), proprio al palaghiaccio Agorà di Milano; inoltre vedendo i brillanti successi raggiunti proprio durante la prima fase di regular season la società ha deciso di prolungare la permanenza di Pat Curcio siglando un accordo biennale, dando in questo modo forma e continuità al progetto iniziato. La città, dopo esser stata confermata come sede organizzatrice della fase finale di Coppa Italia, ha anche l'opportunità di ospitare 2 partite amichevoli della Nazionale contro la Polonia. Il Blue Team mancava dal capoluogo lombardo dal 2006 quando si giocò una partita contro la nazionale del Kazakistan in preparazione delle Olimpiadi Invernali di Torino. La stagione sportiva del Milano si conclude con l'eliminazione in semifinale dei playoff da parte dell'Asiago.
Poche settimane dopo dall'inizio della regular season il grande entusiasmo vissuto dalla città meneghina, grazie all'importante manifestazione Expo Milano 2015, si è andato a riflettere anche sulla realtà hockeistica milanese; infatti nell'ottobre 2014 l'agenzia di stampa russa ITAR-TASS rese pubblica un'intervista rilasciata dal presidente della società Ico Migliore dove ipotizzava, proprio durante il periodo dell'esposizione universale, lo svolgimento al Mediolanum Forum di un mini-torneo di hockey composto da 4 squadre provenienti dai 2 campionati più prestigiosi del mondo: NHL e KHL. Naturalmente la riuscita di questo evento avrebbe potuto dare una grande visibilità a tutto il movimento italiano, ma data la grande difficoltà organizzativa si è risolto con un nulla di fatto. Un altro importante segnale di crescita dell'hockey milanese che ha caratterizzato la stagione firmata da coach Curcio, arrivò direttamente dal sito ufficiale della MHL, ovvero la Minor Hockey League russa; campionato che accoglie le squadre giovanili della Russia ma anche di altri paesi europei (come per esempio il junior team dei Red Bull Salzburg). Viene proposta infatti l'ammissione della squadra giovanile milanese alla MHL a partire dalla stagione 2015/16 permettendo in questo modo di avere un ottimo punto di partenza per lo sviluppo dei giovani atleti meneghini e italiani; l'importante questione si trova ancora in fase embrionale e tutta da definire.
Il 7 dicembre 2014 il sodalizio meneghino è stato insignito con la più alta onorificenza concessa dalla città milanese, l'Ambrogino d'Oro. L'attestato di civica benemerenza è stato assegnato grazie al grande lavoro che la società sta svolgendo sul territorio milanese e lombardo, sia con la propria prima squadra che con le selezioni giovanili.
Al termine di una brillante stagione sportiva, con il raggiungimento della semifinale di Serie A e la finale di Coppa Italia, la stagione 2015/2016 inizia con un importante comunicato che è causa di grande perplessità tra gli addetti ai lavori ma soprattutto tra gli affezionatissimi tifosi milanesi: l'Hockey Milano Rossoblu disputerà la Serie B 2015/16 di hockey su ghiaccio. I motivi della retrocessione voluta dalla dirigenza milanese sono da attribuire principalmente alle difficoltà economiche della società, ma il presidente Migliore al momento dell'annuncio ha assicurato che questo passo indietro fa parte di un progetto più grande chiamato "Hockey Milano 2016"; un'iniziativa che traghetterà la compagine milanese attraverso il campionato cadetto dove si investirà maggiormente nel settore giovanile, cercando quindi di far avvicinare più ragazzi a questo sport. Questa importante decisione ha inciso anche sulla rosa dei giocatori e su tutto lo staff tecnico della squadra infatti dopo solo un anno di permanenza a Milano, nonostante il rinnovo biennale già siglato nella stagione passata, viene sostituito l'Head Coach della squadra Pat Curcio con l'attuale allenatore della Nazionale Italiana di Sledge Hockey, Massimo Da Rin che avrà anche il ruolo di coordinatore sportivo del settore giovanile. La stagione termina con l'eliminazione del Milano ai quarti di finale dei playoff da parte della compagine altoatesina dell'Egna.
Durante la pausa estiva del 2016 viene annunciato sul sito ufficiale un importante cambio di ruolo come Presidente della società: infatti dopo 8 anni consecutivi di dirigenza Ico Migliore cede il posto al nuovo presidente Fabio Cambiaghi, già presente da 4 stagioni nell'organico dell'Hockey Milano Rossoblu in qualità di vicepresidente. L'ex presidente Migliore continuerà comunque la sua attività all'interno della società occupandosi principalmente delle relazioni con le istituzioni e dei progetti di sviluppo della squadra, anche a livello internazionale. La stagione 2016/17 risulta essere positiva per la squadra infatti i milanesi vincono la finale di Coppa Italia 2016/17 disputata contro la compagine trentina Hockey Club Fiemme aggiudicandosi per la prima volta, dalla fondazione della società Hockey Milano Rossoblu, l'importante trofeo italiano. Dopo circa un mese dalla conquista della Coppa Italia, un'ulteriore conferma del buon periodo che sta attraversando la squadra lombarda arriva dalla grande vittoria della Serie B 2016/17, vincendo per 3-1 la finale playoff contro la squadra altoatesina Hockey Club Appiano, aggiudicandosi in questo modo il titolo di Campione di Serie B. La stagione 2017/18 del Milano Rossoblu sembra proseguire sotto il segno della continuità, confermando in modo positivo il lavoro intrapreso nella stagione passata. Infatti la Regular Season viene chiusa dalla squadra milanese al primo posto accedendo di diritto al "Master Round", girone che viene giocato dalle prime sei classificate della Italian Hockey League necessario per andare a definire le posizioni nei Playoff. Inoltre viene disputata a Milano la Finale di Coppa Italia 2017/18, che vede come vincitore per il secondo anno consecutivo la squadra di casa battendo gli avversari altoatesini dell'HC Appiano. La squadra conclude la sua stagione sportiva dopo essere stata eliminata in semifinale dei playoff dall'HC Appiano.
Poche ore dopo l'eliminazione dal torneo, la società annuncia la propria preiscrizione per la stagione sportiva 2018-19 al campionato di Alps Hockey League e solo successivamente viene definitivamente formalizzata la propria iscrizione a questo torneo. Questa importante scelta andrà a determinare diversi cambiamenti e porterà con sé nuovi obiettivi da raggiungere infatti, in questa nuova avventura sportiva, oltre a puntare al titolo di Campione della AHL la squadra milanese potrà nuovamente gareggiare per contendersi lo scudetto insieme agli altri team italiani iscritti alla lega transnazionale. Un primo importante segnale di cambiamento successivo all'annuncio di partecipazione alla Alps Hockey League 2018/19, è il cambio di presidenza della società dopo solo due anni. Infatti al posto di Fabio Cambiaghi è subentrato Pompeo Guarnieri ormai ex presidente dell'Agorà Skating Team, squadra di pattinaggio che ha sede nel luogo dove vengono disputate le gare casalinghe dell'Hockey Milano Rossoblù. Oltre al cambio di vertice, è stato nominato uno staff direttivo completamente rinnovato per far fronte alla nuova sfida sportiva che l'hockey milanese si troverà ad affrontare nei prossimi mesi con grande entusiasmo. Dopo il cambio di dirigenza, è stato nominato un nuovo allenatore per far fronte alla nuova sfida sportiva dei prossimi anni. Si tratta di Drew Omicioli, dove ha ricoperto per due stagioni consecutive il ruolo di Head Coach dell'SG Cortina in Alps Hockey League.
Dopo una sola stagione disputata nel nuovo campionato, condita da difficoltà sia sul ghiaccio che fuori i meneghini abbandonano la AHL ed a partire dalla stagione 2019-20 il club ricomincia dalla Italian Hockey League - Division I.

## Palaghiaccio
Fin dalla sua fondazione, la squadra gioca le sue partite casalinghe allo Stadio del ghiaccio Agorà, che con i suoi 4000 posti rappresenta al giorno d'oggi la struttura milanese più capiente per gli sport del ghiaccio. Nel settembre 2014, la società che gestisce il palazzetto, raggiunge un nuovo accordo con il Comune di Milano per il prolungamento di altri 30 anni del diritto di superficie, ovvero lo sfruttamento dell'area concessa. Durante questo periodo confluiranno investimenti (circa 4 milioni di euro) necessari per apportare migliorie alla struttura divenuta ormai, da un punto di vista energetico, inefficiente e quindi con costi di manutenzione elevati; infatti il rinnovo dell'impianto di refrigerazione e la costruzione di pannelli solari saranno i primi passi della modernizzazione.
Milano potrebbe ricevere però, dopo diverso tempo, un nuovo palazzetto del ghiaccio. La grande occasione arriverebbe da una parte dei terreni utilizzati durante l'Expo Milano 2015 che al termine della manifestazione saranno venduti all'asta e rivalorizzati; già nel marzo 2014 l'Assessore allo Sport della Regione Lombardia, Antonio Rossi, propose la realizzazione di un'area sportiva all'interno della zona Expo dove verrebbe costruito un nuovo impianto sportivo polifunzionale tra cui una pista da ghiaccio. Attualmente però, oltre alla creazione del nuovo polo scientifico Human Technopole realizzato su una parte dei terreni utilizzati in passato per l'esposizione, questa ipotesi sembra essere rimasta in sospeso.
Un'altra possibilità per la creazione di un nuovo palaghiaccio adatto ad ospitare le partite di casa del team milanese, potrebbe arrivare direttamente dagli investimenti necessari per la realizzazione delle Olimpiadi Invernali 2026. Infatti nell'agosto 2018 è stata inizialmente indicata la candidatura da parte del CONI, di tre città del Nord Italia che avevano già espresso nei mesi precedenti la loro volontà ad ospitare come città singole (e relativi cluster di gara) i Giochi Olimpici del 2026. Subito dopo questa scelta si sono susseguite numerose discussioni di natura politica ed economica, ma sul finire dell'estate è stata ufficializzata dal Comitato Olimpico una candidatura congiunta che vede come possibili città ospitanti Milano e Cortina d'Ampezzo. Nel masterplan viene indicata Milano come sede ospitante di alcune discipline olimpiche e tra queste anche l'hockey su ghiaccio; da qua nasce la necessità di costruire o rinnovare strutture già esistenti in città. Si ipotizza infatti la costruzione di un nuovo palazzetto polifunzionale nel quartiere milanese Santa Giulia dove l'amministrazione comunale ha espresso la volontà di procedere con l'edificazione anche in caso di mancata scelta della città come sede ospitante; inoltre è prevista anche la riqualificazione dell' ex area Palasharp con la costruzione di un nuovo palaghiaccio, rendendo la struttura adatta per questo tipo di competizione. L'assegnazione a Milano-Cortina potrebbe favorire tali progetti.

## Palmarès

### Competizioni Nazionali
- Coppa Italia: 2

2016-2017, 2017-2018
- Serie A2/B: 2

2011-2012; 2016-2017

## Roster 2018/19
Portieri
| Numero | Nome e Cognome       | Data di Nascita | Nazionalità | Altezza | Peso |
| ------ | -------------------- | --------------- | ----------- | ------- | ---- |
| 39     | Martino Valle Da Rin | 31-12-1989      | ITA         | 186     | 83   |
| 40     | Federico Tesini      | 19-11-1992      | ITA         | 182     | 76   |

Difensori
| Numero | Nome e Cognome    | Data di Nascita | Nazionalità | Altezza | Peso |
| ------ | ----------------- | --------------- | ----------- | ------- | ---- |
| 5      | Alessandro Re "C" | 20-07-1986      | ITA         | 186     | 92   |
| 6      | Andreas Radin     | 17-04-1994      | ITA         | 180     | 86   |
| 17     | Stefan Ilić       | 27-03-1990      | SRB         | 188     | 86   |
| 21     | Andrea Fadani     | 20-07-1999      | ITA         | 181     | 74   |
| 32     | Andrea Schina     | 09-11-1993      | ITA         | 180     | 75   |

Attaccanti
| Numero | Nome e Cognome   | Data di Nascita | Nazionalità | Altezza | Peso |
| ------ | ---------------- | --------------- | ----------- | ------- | ---- |
| 8      | Andrea Pirelli   | 08-04-1998      | ITA         | 178     | 70   |
| 9      | Alexander Petrov | 25-05-1983      | EST-ITA     | 183     | 88   |
| 11     | Davide Xamin     | 19-03-1996      | ITA         | 185     | 100  |
| 14     | Simone Asinelli  | 30-09-1998      | ITA         | 181     | 83   |
| 15     | Edoardo Caletti  | 16-07-1986      | ITA         | 183     | 88   |
| 23     | Marcello Borghi  | 22-03-1993      | ITA         | 185     | 87   |
| 74     | Gianluca Tilaro  | 03-04-1996      | ITA         | 181     | 75   |
| 88     | Tommaso Terzago  | 06-06-1994      | ITA         | 180     | 87   |
| 97     | Mattia Alario    | 03-09-1997      | ITA         | 186     | 79   |
| 98     | Fabian Platzer   | 28-06-1998      | ITA         | 182     | 79   |

Allenatori
| Ruolo      | Nome e Cognome |
| ---------- | -------------- |
| Head Coach | Drew Omicioli  |

## Allenatori
- 2008 - 09:  Adolf Insam
- 2009 - 10:  Murajica Pajič
- 2010 - 12:  Massimo Da Rin
- 2012 - 14:  Adolf Insam
- 2014 - 15:  Pat Curcio
- 2015 - 18:  Massimo Da Rin
- 2018 - presente:  Drew Omicioli

## Presidenti
- 2008 - 2016:  Ico Migliore
- 2016 - 2018:  Fabio Cambiaghi
- 2018 - presente:  Pompeo Guarnieri